# ひめはち
ひめはち（5月25日 - ）は、日本の漫画家、イラストレーター。青森県出身、ふたご座の血液型B型。
主に成人向け漫画や、アンソロジーコミックを手がける。別のペンネームに林家 姫八がある。

## 作品
- Mad助手天堂博子（2000年、MDコミックス、ISBN 978-4896134346、林家姫八名義）
- ラジカるベクトる（2003年、ECコミックス、ISBN 978-4754290856）
- 名門学園初等科調教室（2005年、ムーグコミックス、ISBN 978-4903199078）
- 鬼畜が愛した少女たち（2007年、ムーグコミックス、ISBN 978-4862970459）
- 雛鳥たちの館（2009年、ムーグコミックス、ISBN 978-4862970756）
- 幼乱三姉妹（2010、ムーグコミックス、ISBN 978-4862970985）
- 学園フェチズム（2011年、ムーグコミックス、ISBN 978-4862973047）